# Coppa Svizzera 1996-1997
La Coppa Svizzera 1996-1997 è stata la 72ª edizione della manifestazione calcistica. È iniziata il 10 agosto 1996 ed è terminata l'8 giugno 1997.
Ad aggiudicarsi il trofeo è stato il Sion per la 9ª volta nella sua storia.

## Primo turno
| Squadra 1                | Risultato                 | Squadra 2           |
| ------------------------ | ------------------------- | ------------------- |
| 10-11 agosto 1996        |                           |                     |
| Muttenz                  | 1 - 0                     | Old Boys Basilea    |
| Derendingen              | 0 - 2 d.t.s               | Grenchen            |
| Audax-Friul              | 0 - 2                     | Serrières           |
| Lutry                    | 0 - 2                     | Renens              |
| Sierre                   | 2 - 0                     | Bramois             |
| Chêne Aubonne            | 0 - 3                     | Bex                 |
| Agno                     | 0 - 4                     | Bellinzona          |
| Bonaduz                  | 1 - 2                     | Glarus              |
| Collex-Bossy             | 0 - 3                     | Chênois             |
| Perlen-Buchrain          | 0 - 4                     | Zugo                |
| Uster                    | 4 - 0                     | Juventina Wettingen |
| Amriswil                 | 0 - 5                     | Brühl               |
| Baar                     | 1 - 1 d.t.s. (6-5 d.c.r.) | Emmenbrücke         |
| Belprahon                | 0 - 9                     | Lyss                |
| Cheseaux                 | 1 - 4                     | Baulmes             |
| Lancy-Sports             | 2 - 3                     | Vernier             |
| La Tour-de-Peilz         | 1 - 5                     | Stade Lausanne      |
| Münchenbuchsee           | 0 - 4                     | Bümpliz             |
| Pully                    | 1 - 2                     | Vevey               |
| Rapperswil-Jona          | 2 - 1                     | Stäfa               |
| Seefeld                  | 6 - 2                     | Seebach             |
| St-Blaise                | 1 - 3                     | La Chaux-de-Fonds   |
| Bütschwil                | 0 - 2                     | Flawil              |
| Courroux                 | 4 - 2                     | Lamboing            |
| Subingen                 | 0 - 2                     | Klus-Balsthal       |
| Schönenwerd-Niedergösgen | 0 - 3                     | Schötz              |
| Altdorf                  | 1 - 4                     | Suhr                |
| Brugg                    | 0 - 5                     | Altstetten          |
| Entlebuch                | 0 - 6                     | Buochs              |
| Gunzwil                  | 0 - 3                     | Sursee              |
| Nottwil                  | 0 - 2                     | Muri                |
| Seuzach                  | 1 - 4                     | Red Star Zurigo     |
| Spreitenbach             | 0 - 1                     | Dübendorf           |
| Visp                     | 1 - 2                     | Raron               |
| Willisau                 | 0 - 3                     | Emmen               |
| Collombey-Muraz          | 0 - 1                     | Naters              |
| Wülflingen               | 1 - 2                     | YF Juventus         |
| Romontois                | 0 - 7                     | Friburgo            |
| Savièse                  | 3 - 2                     | Martigny            |
| Donneloye                | 0 - 6                     | Montreux-Sports     |
| Köniz                    | 1 - 1 d.t.s. (5-6 d.c.r.) | Münsingen           |
| Therwil                  | 0 - 9                     | Riehen              |
| Breitenrain              | 1 - 3                     | Langenthal          |
| Dietikon                 | 0 - 2                     | Bülach              |
| Fehraltorf               | 0 - 7                     | Freienbach          |
| Konolfingen              | 2 - 1                     | Langnau             |
| Central Friburgo         | 2 - 1                     | Bulle               |
| Valmont-Montagny         | 0 - 3                     | Echallens           |
| Noiraigue                | 2 - 1                     | Colombier           |
| Trübbach                 | 0 - 1                     | Rorschach           |
| Berna                    | 1 - 3                     | Lerchenfeld         |
| Bévilard                 | 1 - 4                     | Bienne              |
| Nordstern                | 2 - 2 d.t.s. (1-2 d.c.r.) | Concordia Basilea   |
| Uznach                   | 0 - 2                     | Frauenfeld          |
| Villmergen               | 0 - 4                     | Hochdorf            |
| Kloten                   | 2 - 0                     | SV Sciaffusa        |
| Puplinge                 | 0 - 5                     | Stade Nyonnais      |
| Signal Bernex            | 3 - 2                     | Grand-Lancy         |
| Saint-Gingolph           | 1 - 4                     | Monthey             |
| Vallemaggia              | 0 - 2                     | Chiasso             |
| Cornol                   | 0 - 2                     | Bözingen 34         |
| Losone Sportiva          | 0 - 1                     | Ascona              |
| Biaschesi                | 1 - 0 d.t.s.              | Mendrisio           |
| Ostermundigen            | 1 - 2                     | Thun                |
| Sargans                  | 3 - 1                     | Tuggen              |
| Wohlen                   | 3 - 0                     | Kölliken            |

## Secondo turno
| Squadra 1         | Risultato                 | Squadra 2         |
| ----------------- | ------------------------- | ----------------- |
| 30-31 agosto 1996 |                           |                   |
| Sursee            | 2 - 1                     | Baden             |
| Vevey             | 1 - 4                     | Étoile Carouge    |
| Chênois           | 2 - 1                     | Meyrin            |
| Echallens         | 0 - 1                     | Yverdon           |
| Glarus            | 0 - 7                     | Wil               |
| Tresa             | 0 - 1                     | Locarno           |
| Blue Stars Zurigo | 1 - 6                     | Sciaffusa         |
| Brühl             | 1 - 3                     | Gossau            |
| Muttenz           | 0 - 2                     | Delémont          |
| Uster             | 0 - 5                     | Winterthur        |
| Emmen             | 1 - 3                     | Kriens            |
| Konolfingen       | 0 - 11                    | Soletta           |
| Rapperswil-Jona   | 3 - 1 d.t.s.              | Freienbach        |
| Bex               | 1 - 1 d.t.s. (2-4 d.c.r.) | Montreux-Sports   |
| Hochdorf          | 1 - 0                     | Muri              |
| Chiasso           | 1 - 2                     | Bellinzona        |
| Friburgo          | 2 - 1 d.t.s.              | Bümpliz           |
| La Chaux-de-Fonds | 1 - 4 d.t.s.              | Serrières         |
| Zugo              | 5 - 1                     | Schötz            |
| Riehen            | 5 - 3                     | Suhr              |
| Thun              | 0 - 3                     | Münsingen         |
| Stade Nyonnais    | 2 - 1                     | Stade Lausanne    |
| Effretikon        | 1 - 3                     | Altstetten        |
| Bellach           | 2 - 3                     | Grenchen          |
| Sierre            | 0 - 1                     | Monthey           |
| Fislisbach        | 3 - 7                     | YF Juventus       |
| Bözingen 34       | 0 - 5                     | Lyss              |
| Lerchenfeld       | 3 - 0                     | Klus-Balsthal     |
| Flawil            | 0 - 2                     | Rorschach         |
| Steg              | 0 - 3                     | Naters            |
| Langenthal        | 1 - 2                     | Bienne            |
| Seefeld           | 2 - 1                     | Red Star Zurigo   |
| Arlesheim         | 4 - 2                     | Concordia Basilea |
| Kloten            | 2 - 5                     | Bülach            |
| Kreuzlingen       | 4 - 1                     | Frauenfeld        |
| Marly             | 1 - 2                     | Central Friburgo  |
| Châtel-St-Denis   | 2 - 3 d.t.s.              | Noiraigue         |
| Signal Bernex     | 0 - 3                     | Renens            |
| Biaschesi         | 0 - 1                     | Ascona            |
| Mellingen         | 0 - 2                     | Buochs            |
| Schlieren         | 0 - 5                     | Dübendorf         |
| Le Locle          | 0 - 0 d.t.s. (5-4 d.c.r.) | Baulmes           |
| Gland             | 1 - 1 d.t.s. (4-5 d.c.r.) | Vernier           |
| Einsiedeln        | 1 - 2 d.t.s.              | Sargans           |
| Raron             | 4 - 3 d.t.s.              | Savièse           |
| Baar              | 6 - 2                     | Wohlen            |
| Courroux          | 0 - 1                     | Dornach           |
| Uzwil             | 3 - 0                     | St. Margrethen    |

## Trentaduesimi di finale
| Squadra 1         | Risultato                 | Squadra 2        |
| ----------------- | ------------------------- | ---------------- |
| 21 settembre 1996 |                           |                  |
| Sargans           | 0 - 4                     | Altstetten       |
| Seefeld           | 0 - 3                     | Winterthur       |
| Arlesheim         | 6 - 0                     | Le Locle         |
| Bienne            | 0 - 2                     | Riehen           |
| Châtel-St-Denis   | 1 - 3                     | Étoile Carouge   |
| Friburgo          | 4 - 0                     | Central Friburgo |
| Serrières         | 0 - 0 d.t.s. (5-4 d.c.r.) | Soletta          |
| Sursee            | 0 - 2                     | Zugo             |
| Montreux-Sports   | 0 - 2                     | Servette         |
| Renens            | 0 - 2                     | Monthey          |
| Rorschach         | 0 - 4                     | San Gallo        |
| Bülach            | 2 - 3                     | Wil              |
| Raron             | 0 - 4                     | Chênois          |
| Grenchen          | 0 - 3                     | Lucerna          |
| Locarno           | 0 - 3                     | Lugano           |
| Stade Nyonnais    | 1 - 8                     | Losanna          |
| 22 settembre 1996 |                           |                  |
| Münsingen         | 1 - 3 d.t.s.              | Basilea          |
| Delémont          | 1 - 2                     | Young Boys       |
| Uzwil             | 0 - 10                    | Zurigo           |
| YF Juventus       | 0 - 1                     | Sciaffusa        |
| Dornach           | 0 - 3                     | Yverdon          |
| Kreuzlingen       | 0 - 1                     | Gossau           |
| Rapperswil-Jona   | 2 - 0                     | Dübendorf        |
| Vernier           | 1 - 2                     | Naters           |
| Biaschesi         | 0 - 4                     | Buochs           |
| Lerchenfeld       | 1 - 6                     | Lyss             |
| 24 settembre 1996 |                           |                  |
| Hochdorf          | 1 - 3                     | Kriens           |

## Sedicesimi di finale
| Squadra 1       | Risultato                 | Squadra 2       |
| --------------- | ------------------------- | --------------- |
| 15 marzo 1997   |                           |                 |
| Basilea         | 2 - 1                     | Young Boys      |
| Altstetten      | 0 - 2                     | Kriens          |
| Buochs          | 1 - 1 d.t.s. (5-4 d.c.r.) | San Gallo       |
| Arlesheim       | 0 - 11                    | Losanna         |
| Lyss            | 0 - 3                     | Friburgo        |
| Rapperswil-Jona | 2 - 3                     | Sciaffusa       |
| Wil             | 3 - 1                     | Zurigo          |
| Chênois         | 1 - 2                     | Étoile Carouge  |
| Naters          | 0 - 2 d.t.s.              | Yverdon         |
| 16 marzo 1997   |                           |                 |
| Servette        | 4 - 0                     | Neuchâtel Xamax |
| Lugano          | 0 - 3                     | Lucerna         |
| Gossau          | 0 - 4                     | Grasshoppers    |
| Riehen          | 0 - 2                     | Sion            |
| Zugo            | 1 - 4                     | Aarau           |
| Bellinzona      | 2 - 3                     | Winterthur      |
| Monthey         | 4 - 2                     | Serrières       |

## Ottavi di finale
| Squadra 1      | Risultato                 | Squadra 2    |
| -------------- | ------------------------- | ------------ |
| 29 marzo 1997  |                           |              |
| Sion           | 2 - 1                     | Grasshoppers |
| Sciaffusa      | 0 - 0 d.t.s. (3-1 d.c.r.) | Aarau        |
| Monthey        | 2 - 3                     | Lucerna      |
| Étoile Carouge | 3 - 2                     | Kriens       |
| Wil            | 2 - 3                     | Losanna      |
| Friburgo       | 1 - 0                     | Winterthur   |
| Yverdon        | 0 - 1                     | San Gallo    |
| Basilea        | 1 - 4                     | Servette     |

## Quarti di finale
| Squadra 1      | Risultato    | Squadra 2 |
| -------------- | ------------ | --------- |
| 6 maggio 1997  |              |           |
| Étoile Carouge | 0 - 6        | Lucerna   |
| Friburgo       | 2 - 1 d.t.s. | Losanna   |
| Sciaffusa      | 1 - 0        | Servette  |
| Sion           | 5 - 0        | San Gallo |

## Semifinali
| Squadra 1      | Risultato | Squadra 2 |
| -------------- | --------- | --------- |
| 19 maggio 1997 |           |           |
| Lucerna        | 2 - 1     | Sciaffusa |
| Sion           | 5 - 2     | Friburgo  |

## Finale
| Squadra 1 | Risultato                 | Squadra 2 |
| --------- | ------------------------- | --------- |
| Sion      | 3 - 3 d.t.s. (5-4 d.c.r.) | Lucerna   |

| Arbitro: | Claude Détruche |

| |                      | |
| Meyrieu 1’ Gaspoz 28’ Lukic 84’ (rig.) | Marcatori            | 17’, 68’ (rig.) Wolf 42’ Kögl |
| Lukic Ouattara Zambaz Gaspoz Assis Quentin | Tiri di rigore 5 – 4 | Wolf Wyss Moser Kögl Sermeter Sawu |
| · Lehmann · 85’ Milton · Gaspoz · Biaggi · Wicky · Zambaz · Lonfat · 68’ Vega · 100’ Meyrieu · Ouattara · Lukic · 68’ Chassot · 85’ Quentin · 100’ Assis | Formazioni           | · Mutter · Gmür · Wolf 68’ · Van Eck · Baumann · Moser 63’ · Wyss 14’ · Koilov · Kögl · Yenay 86’ · Aleksandrov 75’ · Sawu 75’ · Sermeter 86’ |
| Alberto Bigon | Allenatori           | Kudi Müller |